# Afekt
Afekt (łac. affectus) – obserwowana przez badającego ekspresja emocji. Ekspresja ta nie zawsze współgra z opisem emocji podawanym w wywiadzie przez pacjenta.
Można wyróżnić:
- afekt dostosowany – prawidłowa, odpowiednio silna i żywa, dostosowana do sytuacji ekspresja uczuć
- afekt niedostosowany – nieprawidłowa ekspresja uczuć:
  - paramimia – zaburzeniu związku między przeżyciami a ekspresją uczuć
  - paratymia – braku związku między uczuciami a ich ekspresją
  - ambiwalencja uczuciowa – doświadczanie w jednym czasie przeciwstawnych uczuć
- afekt osłabiony (afekt blady, apatia) – jest to osłabienie zarówno ekspresji uczuć jak i modulacji tejże ekspresji
- afekt labilny (chwiejność uczuciowa, labilność emocjonalna) – brak możliwości dłuższego utrzymania ekspresji emocji na zbliżonym poziomie, a co za tym idzie częsta i łatwa zmiana afektu
- afekt sztywny (sztywność uczuciowa) – brak możliwości współgrania emocjonalnego z otoczeniem
- afekt patologiczny – silna reakcja emocjonalna, często nieadekwatna do przyczyny, przebiegająca z wysokim stopniem pobudzenia psychoruchowego i pojawianiem się gwałtownych wyładowań, np. aktów agresji.

## Jakość afektywna
W filozofii jakość afektywna to jakość przysługująca przeżyciom, sprawiająca że to przeżycie uznajemy za pożądane lub niepożądane – tym samym mówiąc o jakości afektywnej przeżycia mamy na myśli jego emocjonalne zabarwienie.